# 강태홍 (가야금 연주자)
강태홍(姜太弘, 1892년 ~ 1968년)은 가야금 산조 및 병창 명인. 
호는 효산(曉山). 전라남도 무안에서 출생하였으며 전남 신안에서 잠시 유아기를 보냈다. 가야금산조의 창시자 김창조(金昌祖)에게 가야금 산조를 전수받았다. 강태홍 류 가야금 산조를 만들었으며, 가야금 병창을 신작하였다. 원옥화, 박귀희 등 제자를 양성했다. 